# Cinchona rugosa
Cinchona rugosa är en måreväxtart som beskrevs av Pav.. Cinchona rugosa ingår i släktet Cinchona och familjen måreväxter. Inga underarter finns listade i Catalogue of Life.